# SM UC-4
Le SM UC-4 (ou Unterseeboot UC-4) est un sous-marin allemand (U-Boot) de type UC I mouilleur de mines utilisé par la Kaiserliche Marine pendant la Première Guerre mondiale.

## Conception
Sous-marin allemand de type UC I, le SM UC-4 a un déplacement de 168 tonnes en surface et de 183 tonnes en immersion. Il avait une longueur totale de 33,99 m, une largeur de 3,15 m, et un tirant d'eau de 3,04 m. Le sous-marin était propulsé par un moteur diesel Daimler-Motoren-Gesellschaft à six cylindres et quatre temps, produisant 90 chevaux-vapeur (66 kW), un moteur électrique produisant 175 chevaux-vapeur (129 kW) et un arbre d'hélice. Il était capable de fonctionner à une profondeur de 50 mètres.
Le sous-marin avait une vitesse maximale en surface de 6,20 nœuds (11,48 km/h) et une vitesse maximale en immersion de 5,22 nœuds (9,67 km/h). Lorsqu'il est immergé, il peut parcourir 50 milles marins (93 km) à 4 nœuds (7,4 km/h) ; lorsqu'il fait surface, il peut parcourir 780 milles marins (1 440 km) à 5 nœuds (9,3 km/h). Le SM UC-4 était équipé de six tubes de mine de 100 centimètres, douze mines UC 120 et une mitrailleuse de 8 millimètres. Il a été construit par l'AG Vulcan Stettin et son équipage était composé de quatorze membres.
Le SM UC-4 a été commandé le 23 novembre 1914 comme le quatrième d'une série de 15 navires de type UC I (numéro de projet 35a, attribué par l'Inspection des navires sous-marins), dans le cadre du programme de guerre d'expansion de la flotte. Les dix premiers navires de ce type, dont l'UC-4, ont été construits dans le chantier naval Vulcan à Hambourg. Le chantier naval, qui n'avait aucune expérience préalable dans la construction de sous-marins, a estimé la durée de construction du navire à 5-6 mois, et pour respecter ce délai, il a dû arrêter la construction de torpilleurs.

## Affectations
Comme la plupart des sous-marins de sa classe, le SM UC-4 a été sous le commandement de la U-Flotille Flanders, qui faisait partie du Marinekorps Flandern  (Corps des Marines flamands), et était déployé depuis Zeebruges.
- U-Flottille Baltic du 11 juillet 1915 au 27 février 1916
- U-Flottille Flandern du 4 février 1916 au 27 mars 1916
- U-Flottille Baltic du 19 mars 1916 au 27 septembre 1916
- U-Flottille Flandern/Flandern I du 30 septembre 1916 au 27 octobre 1918

## Commandement
- Oberleutnant zur See (Oblt.) Karl Vesper du 10 juin 1915 au 28 décembre 1915
- Oberleutnant zur See (Oblt.) Friedrich Moecke du 29 décembre 1915 au 19 mars 1916
- Oberleutnant zur See (Oblt.) Max Hamm du 20 mars 1916 au 15 août 1916
- Oberleutnant zur See (Oblt.) Ulrich Pilzecker du 16 août 1916 au 14 septembre 1916
- Oberleutnant zur See (Oblt.) Gustav Buch du 15 septembre 1916 au 20 octobre 1916
- Oberleutnant zur See (Oblt.) Hans Howaldt du 21 octobre 1916 au 26 novembre 1916
- Oberleutnant zur See (Oblt.) Georg Reimarus du 27 novembre 1916 au 11 mai 1917
- Oberleutnant zur See (Oblt.) Oskar Steckelberg du 12 mai 1917 au 20 mai 1917
- Oberleutnant zur See (Oblt.) Georg Reimarus du 21 mai 1917 au 29 mai 1917
- Oberleutnant zur See (Oblt.) Erich Hecht du 30 mai 1917 au 12 septembre 1917
- Oberleutnant zur See (Oblt.) Walter Schmitz du 13 septembre 1917 au 19 janvier 1918
- Oberleutnant zur See (Oblt.) Kurt Loch du 20 janvier 1918 au 26 février 1918
- Oberleutnant zur See (Oblt.) Ernst Berlin du 27 février 1918 au 21 avril 1918
- Oberleutnant zur See (Oblt.) Eberhard Schmidt du 22 avril 1918 au 2 octobre 1918

## Patrouilles
Le SM UC-4 a réalisé 73 patrouilles pendant son service actif.

## Navires coulés
Les mines mouillées par le SM UC-4 ont coulé 35 navires marchands pour un total de 38 652 tonneaux, 1 navire de guerre pour un total de 6 136 tonnes et a endommagé 2 navires marchands pour un total de 9 441 tonneaux au cours des 73 patrouilles qu'il effectua.
| Date             | Nom                    | Nationalité            | Tonnage | Destin    |
| ---------------- | ---------------------- | ---------------------- | ------- | --------- |
| 15 août 1915     | Ladoga                 | Marine impériale russe | 6 136   | Coulé     |
| 16 août 1915     | Linnea (n-1)           | Marine impériale russe | 739     | Coulé     |
| 12 février 1916  | Aduatiek               | Belgique               | 2 221   | Coulé     |
| 12 février 1916  | Cedarwood              | Royaume-Uni            | 654     | Coulé     |
| 13 février 1916  | Tergestea              | Royaume-Uni            | 4 308   | Coulé     |
| 29 février 1916  | Den of Ogil            | Royaume-Uni            | 5 689   | Endommagé |
| 27 octobre 1916  | Bygdo                  | Norvège                | 2, 345  | Coulé     |
| 28 octobre 1916  | Sparta                 | Royaume-Uni            | 480     | Coulé     |
| 9 novembre 1916  | Sunniside              | Royaume-Uni            | 447     | Coulé     |
| 25 novembre 1916 | HMT Burnley            | Royal Navy             | 275     | Coulé     |
| 3 décembre 1916  | HMT Remarko            | Royal Navy             | 245     | Coulé     |
| 5 décembre 1916  | [HMT Tervani           | Royal Navy             | 457     | Coulé     |
| 7 janvier 1917   | HMT Donside            | Royal Navy             | 182     | Coulé     |
| 18 janvier 1917  | Dagmar                 | Danemark               | 758     | Coulé     |
| 20 janvier 1917  | HMT New Comet          | Royal Navy             | 177     | Coulé     |
| 13 février 1917  | HMT Sisters Melville   | Royal Navy             | 260     | Coulé     |
| 23 février 1917  | Grenadier              | Royaume-Uni            | 1 004   | Coulé     |
| 11 mars 1917     | Kwasind                | Royaume-Uni            | 2 211   | Coulé     |
| 12 mars 1917     | Ambient                | Royaume-Uni            | 1 517   | Coulé     |
| 12 mars 1917     | Pontypridd             | Royaume-Uni            | 1 556   | Coulé     |
| 3 juin 1917      | Giralda                | Royaume-Uni            | 46      | Coulé     |
| 4 juillet 1917   | Chrysolite             | Royaume-Uni            | 57      | Coulé     |
| 7 juillet 1917   | HMT Kelvin             | Royal Navy             | 322     | Coulé     |
| 20 juillet 1917  | HMS Queen of the North | Royal Navy             | 594     | Coulé     |
| 5 septembre 1917 | HMT Eros               | Royal Navy             | 286     | Coulé     |
| 20 octobre 1917  | HMT Vitality           | Royal Navy             | 202     | Coulé     |
| 11 novembre 1917 | Lapwing                | Royaume-Uni            | 1 192   | Coulé     |
| 13 novembre 1917 | Axminster              | Royaume-Uni            | 1 905   | Coulé     |
| 23 décembre 1917 | Grantley Hall          | Royaume-Uni            | 4 008   | Coulé     |
| 25 février 1918  | Rubio                  | Royaume-Uni            | 2 395   | Coulé     |
| 26 février 1918  | Berwen                 | Royaume-Uni            | 3 752   | Endommagé |
| 5 mars 1918      | Coalgas                | Royaume-Uni            | 2 257   | Coulé     |
| 5 mars 1918      | Estrella               | Royaume-Uni            | 1 740   | Coulé     |
| 5 mars 1918      | Tusnastabb             | Norvège                | 1 136   | Coulé     |
| 12 avril 1918    | Lonhelen               | Royaume-Uni            | 1 281   | Coulé     |
| 20 avril 1918    | HMT Numitor            | Royal Navy             | 242     | Coulé     |
| 25 avril 1918    | HMS St. Seiriol        | Royal Navy             | 928     | Coulé     |
| 26 juin 1918     | HMT Achilles II        | Royal Navy             | 225     | Coulé     |

## Destin
Le SM UC-4 s'est sabordé au large des côtes des Flandres à la position géographique de 51° 22′ N, 3° 12′ E pendant l'évacuation allemande de la Belgique.